# УАЗ
| Уљановски аутомобилски погон |                                                  |
| Модел компаније              | акционарско друштво                              |
| Индустрија                   | аутомобилска индустрија                          |
| Основана                     | 1941. године                                     |
| Седиште                      | Уљановск, Русија                                 |
| Производи                    | џипови, аутобуси, камиони                        |
| Приход                       | $600 милиона (2017)                              |
| Нет приход                   | $26 милиона (2017)                               |
| Укупна вредност              | $746 милиона (2017)                              |
| Власник                      | Солерс                                           |
| Веб-сајт                     | uaz.global Архивирано на веб-сајту (8. мај 2021) |

Уљановски аутомобилски погон (рус. Ульяновский автомобильный завод), познат по свом акрониму УАЗ (од рус. УАЗ), је произвођач аутомобила са седиштем у Уљановску у Русији, који производи теренска возила, аутобусе и камионе. Део је аутомобилске групе Солерс од 2000. године.
УАЗ је најпознатији по комуналном возилу УАЗ-469, које је широко користило као војно возило у источном блоку и широм света. Фабрика УАЗ започела је производњу 1941. године као део ратних снага Совјетског Савеза. Током 2016. години произведено је 51.706 УАЗ возила.

## Историја

### Рат и послератни период
Фабрика аутомобила Уљановск основана је 1941. године као директан резултат немачке инвазије на Совјетски Савез. Као одговор на ову претњу, влада Јосифа Стаљина наредила је евакуацију стратешки важних индустријских центара на Исток. До октобра 1941. године, брзи напад Немачке на Москву покренуо је одлуку о пресељењу московског произвођача аутомобила ЗИС у Уљановск. Град, већ индустријски центар у настајању са довољно развијеном инфраструктуром и добрим, квалификованим радницима, био је идеално место за премештену фабрику. Такође, град је представљао безбедну локацију, ван домашаја немачке војске. У време оснивања, погон се сматрао одвојеном граном ЗИС-а, што ће се касније променити. До 1942. године фабрика је започела производњу артиљеријских граната и аутомобила. Прво возило произведено у фабрици био је камион ЗИС-5.
1943. године, када су изгледи за немачку победу постали много мање вероватни, одлучено је да пресељени погон остане у Уљановску и административно буде одвојен од ЗИС-а, који ће у Москви бити обновљен од нуле. То је било у складу са совјетском послератном политиком у погледу различитих пресељених индустријских центара. Сматрало се ефикаснијим напуштање новоизграђених постројења током рата каква јесу, док су оригинална постројења, под условом да су преживела рат, била поново опремљена, често и са заробљеним немачким машинама. Крајем 1944. године производња ЗИС-5 пребачена је у Урал Аутомотиве Плант у Мијас, док је Уљановска фабрика почела да производи мањи ГАЗ-АА 1947. године. УАЗ је 1948. године развио прототип камиона, користећи свеприсутан мотор од 50 кс (37 кВ; 51 кс), 2.112 ццм; али овај, УАЗ-300, никада није изграђен, због недостатка производних капацитета. 1954. производња је проширена на ГАЗ-69, а прве серије су састављене од делова ГАЗ-а. Две године касније, фабрика више није склапала ГАЗ-69 од делова других произвођача, већ је за све своје потребе, делове производила сама.
Добра сарадња са ГАЗ-ом и коришћење њихових делова, довела је до тога да је УАЗ био врхунски совјетски произвођач возила са погоном на сва четири точка.

### Златно доба
УАЗ је свој раст значајан развој доживео 1954. године, стварањем сопственог дизајнерског одељења. Управо је ово одељење, одговарајући на захтев Црвене армије, 1955. године на шасији ГАЗ-69 створила је пројекат напредног управљачког комбија под кодним називом „Четрдесет“. Овако је настао УАЗ-450, први совјетски камион. Прототип се појавио 1956, а тестиран је и на Кавказу и на Криму. Његова максимална маса оптерећења била је 2,7 тоне, а као и сва возила серије 450, погоњена је линијским четвороцилиндрашем од 2,432 ццм са 62 кс (46 kW; 63 кс), и њиховим чувеним тростепеним мењачем, док су разводна кутија, погонске осовине, лиснате опруге и добош кочнице долазиле са ГАЗ 69.
1958. године УАЗ је започео производњу серије камиона и доставних возила УАЗ-450. Први модел је било возило хитне помоћи 450А; са простором за два носила и погоном на сва четири точка, био је вероватно најбољи на свету за употребу у удаљеним и неприступачним областима. Уследио је 450Д падајући пикап, који је имао носивост од 800 кг; комби 450, са носивошћу од 750 kg; и минибус са 11 седишта. Све серије 450 могле су да одвоје предњу погонску осовину и да достигну 90 км/ч, постижући просечну потрошњу горива од 14 л/100км и максимално вучно оптерећење од 850 кг.
Варијанта погона на два точка најављена је 12. децембра 1961. године, са међуосовинским растојањем и мотором од УАЗ-450 (2.300 мм), као 451 (комби), 451Д (камион са стране), 451А (хитна помоћ) и 451Б (минибус). Хитна помоћ изнедрила је прототип УАЗ-452ГП са хидропнеуматским огибљењем, како би му омогућила да прелази неравно тло великом брзином, пратећи рад Цитроена са системом ДС19. Систем се показао веома успешним на свим тестовима, али га је Совјетска армија одбила као превише компликован, тако да никада није ушао у производњу.
1966. године 451-и су унапређени мотор са 2.432 ццм, четворостепеним мењачем и ојачаном шасијом. (повећана теретна носивост). Модели који су били редизајнирани су 451М (комби, са 800 kg носивог терета) и 451ДМ (камионет, са 1.000 kg носивог терета). Максимална брзина била им је 95 км/ч.
1966. модели са погоном на сва четири точка преименовани су у УАЗ-452 (комби), 452Д (камионет), 452В (минибус), 452А и 452Г (оба возила хитне помоћи, различитих капацитета пацијената). Ту је била и хитна помоћ 452С, специјално дизајнирана за арктичке услове, са већим капацитетом грејања, двоструко застакљеним прозорима и специјалном изолацијом; показали су способност да у унутрашњости кабине одрже температуру од 30 °C на спољашњих -60 °C. 452 је могао да пређе 50 цм снега и носи 800 кг терета. 452-и ће постати главно превозно средство совјетске пољопривредне гране као и гране полиције и војске, а пикап ће бити популарно комерцијално возило. Извозне верзије које су се продавале звале су се 452Д Трекмастер, али се никада нису у великом броју продали; постојала је и верзија искључиво за Британско тржиште овог модела под називом Типмастер.
451С је била варијанта за прелазак снега са предњим скијама и задњим гусеницама; никада није произведен у већој количини, као ни 451С2, који је имао гусенице напред и позади. 452 је био основа за зглобни модел, 452П, који никада није пуштен у производњу.
1972. године широко коришћен, али превазиђен, ГАЗ-69 замењен је савременијим УАЗ-469. Развијен је од УАЗ-471 из 1958. године (са независним ослањањем на сва четири точка, што се показало превише сложеним за теренске поправке) и УАЗ 460. УАЗ-469 је био чврсто, али не баш удобно возило са способношћу да пређе практично било који терен, истовремено пружајући лакоћу одржавања. 469 је достигао легендарни статус захваљујући својој поузданости и импресивним теренским могућностима, иако је цивилном тржишту био доступан тек крајем 1980-их, пре тога, прављен је искључиво за полицијску и војну употребу, као и за пољопривредна предузећа (колхози и совхози). Комерцијално доступну варијанту произвела је компанија Лутзк Аутомотиве Воркс.

### Касније године
Деведесетих година, након распада Совјетског Савеза, УАЗ је постао акционарско друштво и убрзо је добио награде Златни глобус и Златни меркур за значајан обим продаје и допринос руској економији.
Дана 5. августа 1997. нови УАЗ-3160 је пуштен у производњу и добио је златну медаљу на међународном сајму у Јекатеринбургу. Аутомобил је коришћен као основа за Симбир и УАЗ-3163.
У марту 2003. УАЗ је отворио линију за монтажу у Вијетнаму. 20. новембра компанија је произвела последњи УАЗ-31512 и први УАЗ Хантер.
Дана 17. августа 2005. године први УАЗ Патриот сишао је са монтажне траке. Имали су ново управљање, вешање, мењач и постали су први потпуно нови модели УАЗ-а од пада Совјетског Савеза. Исте године монтажна линија је претрпела велику модернизацију. Компанија је потписала уговоре са страним добављачима и употребила је значајан број страних компонената у својим најновијим возилима.
2006. УАЗ је отворио нови контролни и испитни део главне линије за монтажу и представио 4 нова аутомобила на Московском међународном сајму аутомобила.
Бремах Идустри је 2009. године заједно са УАЗ-ом започео развој новог специјалног Бремах Т-Рекс-а на бази шасије камиона. Претпостављало се да ће аутомобили УАЗ Т-РЕКС имати носивост до 3,5 тоне, и биће прављени по налогу купаца за потребе сектора путева, државних агенција, као и специјална возила за ванредне операције на тешким теренима. Колико је познато из поузданих извора, овај пројекат није добио даљи развој.
Наредних година УАЗ је увео низ додатних опција и побољшања у својим возилима, попут бољег грејања и вентилације путничког простора, система за хлађење мотора; заједно са Лукоил-ом представио нову линију моторних уља за своје аутомобиле, понудио Ивеко дизел моторе и лансирали УАЗ Карго, лаки комерцијални камион заснован на УАЗ Патриот-у.
2012. године Патриот и Пикап су добили нови мотор, ЗМЗ Еуро-4 са европском уграђеном дијагностиком, који је постао први руски дизел мотор који је испунио Еуро-4 стандарде. 2013. година била је успешна за УАЗ, са порастом продаје у иностранству за 37% од 2012. Следеће године продаја Патриота порасла је за 10%, а компанију је посетио и премијер Дмитриј Медведев.
Током пробне вожње 2014. године, УАЗ Патриот је прешао зимске путеве и залеђену тундру Републике Саха и стигао до једне од најсевернијих руских лука у Тиксију, што је био први аутомобил који је прешао 73. паралелу северно кретавши се сопственом снагом.
У јануару 2015. продаја је порасла за 3%. Возило за подршку УАЗ Патриот учествовало је на релију Дакар 2015. године, прешавши руту од 9.295 км кроз Боливију, Чиле и Перу. Компанија је завршила производњу посебне серије УАЗ Хантер-а, које су требали заменити новији модели; ови УАЗ Хантери су се производили у ограниченом броју и на њима су приказане уметничке слике у знак сећања на 70. годишњицу победе у Другом светском рату. У августу је УАЗ Патриот добио нове надоградње, укључујући нове боје, 18-инчне точкове, унутрашњост, метлице брисача без оквира итд. Исте године УАЗ камиони били су присутни на Московском теренском сајму 2015, Интерполитех-2015 и КомТранс-2015 изложбе.
УАЗ је уклоњен са Московске берзе у јулу 2015.

## Модели

### Тренутни модели[18]
- СУВ модели
  - УАЗ Патриот (UAZ-3163)
  - УАЗ Хантер - модернизовани УАЗ -469B
  - УАЗ Пикап - Пикап верзија УАЗ -а Патриот-а
- Камиони
  - УАЗ -3303
  - УАЗ -39094
  - УАЗ Професионал- Продужена верзија UAZ Пикап-а
- Минибусеви
  - УАЗ -2206
  - УАЗ -39625

### Претходни модели
- ГАЗ-69
- УАЗ-469 - редизајниран УАЗ-3151
  - УАЗ-469Б/УАЗ-31512 - цивилна верзија УАЗ-469
  - УАЗ-31514
  - УАЗ-31519 - модификовани УАЗ-31514
  - УАЗ-3153 - Дуга верзија
  - УАЗ-3160 - преправљена верзија УАЗ-469
- УАЗ Барс (УАЗ-3159) - Дужа и шира верзија УАЗ-3153
- УАЗ Симбир (УАЗ-3162)

##### Миниван
- УАЗ Симба 3165/3165м (4x2 or 4x4) - Миниван са 8 седишта - никад произведен

##### Минибусеви
- УАЗ-450
- УАЗ-451
- УАЗ-452
  - УАЗ-3741
  - УАЗ-3909
  - УАЗ-3962
- УАЗ-39095
- УАЗ-39099
- УАЗ-396259

##### Камиони
- УАЗ-450Д
- УАЗ-452Д
- УАЗ-3303
- УАЗ-2360
- УАЗ Карго

### Прототипи
- УАЗ Јагуар амфибија 4x4
- УАЗ Спорт Џип 4x4
- УАЗ 3171/3172 - редизајнираног изгледа 469 и краћег међуосовинског растојања. Цивилна верзија са регуларним фаровима. Никада произведен.[19]